# Patrick Schelling
Patrick Schelling (Hemberg, 1 mei 1990) is een Zwitserse wielrenner die anno 2020 rijdt voor Israel Start-Up Nation. In maart 2020 werd SChelling door de UCI voor vier maanden geschorst, omdat hij betrapt werd op Terbutaline tijdens de Ronde van Rwanda.

## Overwinningen
2016
4e etappe Ronde van Loir-et-Cher
Eindklassement Ronde van Loir-et-Cher
2017
4e etappe Okolo Jižních Čech
2018
3e en 4e etappe Ronde van Savoie-Mont Blanc
Proloog Ronde van Hongarije
3e etappe Ronde van Zuid-Bohemen (individuele tijdrit)

## Resultaten in voornaamste wedstrijden
| Jaar | Luik-Bast.‑Luik | Ronde van Lombardije | Waalse Pijl |  | WK op de weg |
| ---- | --------------- | -------------------- | ----------- |  | ------------ |
| 2013 |                 |                      | opgave      |  |              |
| 2014 |                 | opgave               |             |  |              |
| 2015 | opgave          |                      | 120e        |  |              |
| 2016 |                 |                      |             |  |              |
| 2017 |                 |                      |             |  |              |
| 2018 |                 |                      |             |  | opgave       |
| 2019 |                 |                      |             |  |              |
| 2020 | 122e            |                      |             |  |              |

## Ploegen
- 2010 –  Price-Custom Bikes (stagiair vanaf 1-8)
- 2011 –  Price Your Bike
- 2012 –  Atlas Personal-Jakroo
- 2013 –  IAM Cycling
- 2014 –  IAM Cycling
- 2015 –  IAM Cycling
- 2016 –  Team Vorarlberg
- 2017 –  Team Vorarlberg
- 2018 –  Team Vorarlberg Santic
- 2020 –  Israel Start-Up Nation